# René François Paul de Beaufort
René François Paul de Beaufort (Leusden, huize den Treek, 26 maart 1889 — Woudenberg, huize Marmont, 22 juli 1969) was een Nederlands kunsthistoricus.

## Levensloop
De Beaufort was een telg uit het geslacht De Beaufort en een zoon van mr. Willem Hendrik de Beaufort (1845-1918), lid van de Eerste en Tweede Kamer der Staten-Generaal en minister van Buitenlandse Zaken, en Adèle Maria van Eeghen (1852-1913). Hij bleef ongehuwd.
In 1931 behaalde hij de graad van doctor in de letteren en wijsbegeerte (specialisatie kunstgeschiedenis) aan de Rijksuniversiteit Utrecht, met een proefschrift gewijd aan het mausoleum van de Oranjes in Delft.
Na de Tweede Wereldoorlog werd hij Nederlands commissaris-generaal voor het economisch herstel.
Hij werkte ook mee aan de Rijkscommissie tot het opmaken en uitgeven van een inventaris en een beschrijving van de Nederlandse monumenten van geschiedenis en kunst.

## Monuments Man
De Beaufort behoorde kort na de oorlog tot de Monuments Men. Hij werkte als verbindingsofficier voor Nederland bij de Centrale verzamelplaats van geroofde goederen in München. Vanaf april 1946 volgde hij in deze functie Alphonsus Vorenkamp op. Gewapend met de door Vorenkamp opgemaakte lijsten, kon de Beaufort samen met zijn collega's talrijke Nederlandse kunstobjecten ontdekken in de verschillende opslagplaatsen.
In oktober 1946 verbleef hij in Salzburg, waar hij een aantal individuen ondervroeg die verdacht werden in Nederland geroofde kunst te bezitten. Dit bracht hem heel wat nuttige informatie bij.
De maand daarop kon hij een schilderij door Moyses van Wtenbrouck, 'het Vonnis van Midos' terugvinden. Bij het begin van de oorlog was dit schilderij aangekocht door Hans Posse, speciaal gezant van Adolf Hitler, die de opdracht had kunstwerken te verwerven voor het toekomstige Führermuseum in Linz. Na de oorlog werd het teruggevonden in de zoutmijnen van Altaussee en overgebracht naar de centrale opslagplaats in München, waar de Nederlandse Monuments Men het konden identificeren.
De Beaufort ontdekte nog talrijke andere aan Nederland of Nederlanders behorende kunstwerken, inclusief acht schilderijen, twee Griekse beeldhouwwerken, een Louis XV-kast, en nog vele andere.

## Publicaties
- 1931 Het mausoleum der Oranjes te Delft. Proefschrift ter verkrijging van de graad van doctor in de letteren en wijsbegeerte aan de universiteit van Utrecht.
- 1968 De Nederlandse monumenten van geschiedenis en kunst. Deel III: Gelderland. 1e stuk: Het Kwartier van Nijmegen. Onderdeel 2: De Betuwe benevens o.m. de graafschappen Buren en Culemborg (samen met Herma M. van den Berg)
- 1969 [postuum] Uit de geschiedenis en het volksleven van Woudenberg (met Louis H. Jansen).